# Anavinemina indistincta
Anavinemina indistincta là một loài bướm đêm trong họ Geometridae.